# Demidow
Demidow (russisch Демидов) ist eine Kleinstadt in der Oblast Smolensk (Russland) mit 7333 Einwohnern (Stand 14. Oktober 2010).

## Geografie
Die Stadt liegt etwa 90 Kilometer nordwestlich der Oblasthauptstadt Smolensk an der Mündung des Flüsschens Gobsa in die Kasplja, einen linken Nebenfluss der Düna.
Demidow ist Verwaltungszentrum des gleichnamigen Rajons.

## Geschichte
Der Ort wurde erstmals 1499 unter dem Namen Poretschje urkundlich erwähnt, was im Russischen einfach auf die Lage längs eines Flusses hindeutet.
Zu Beginn des 18. Jahrhunderts gelangte das Dorf in den Besitz des Zarenhofes; 1723 ließ Peter der Große eine Anlegestelle für Handelsschiffe errichten. Im Jahr 1776 erhielt Poretschje das Stadtrecht. Am Ende des 18. und Beginn des 19. Jahrhunderts war die Stadt wichtiger Umschlagplatz für Hanf- und Leinfasern, Getreide und andere Waren zwischen Zentralrussland und dem Baltikum.
1918 wurde die Stadt nach dem Vorsitzenden des Kreiskomitees der Kommunistischen Partei Russlands (Bolschewiki), Jakow Demidow (1889–1918), in Demidow umbenannt.
Im Zweiten Weltkrieg wurde Demidow am 13. Juli 1941 von der deutschen Wehrmacht besetzt und am 22. September 1943 von Truppen der Kalininer Front der Roten Armee im Rahmen der Duchowschtschina-Demidower Operation zurückerobert. Während der Besatzungszeit war die Partisanenbrigade Grischin in den Wäldern von Demidow aktiv.

### Bevölkerungsentwicklung
| Jahr | Einwohner |
| ---- | --------- |
| 1897 | 05.688    |
| 1926 | 06.353    |
| 1939 | 07.916    |
| 1959 | 06.901    |
| 1970 | 08.549    |
| 1979 | 09.667    |
| 1989 | 10.198    |
| 2002 | 08.786    |
| 2010 | 07.333    |

Anmerkung: Volkszählungsdaten

## Kultur und Sehenswürdigkeiten
In Demidow sind die Mariä-Himmelfahrts-Kathedrale (Успенский собор/Uspenski sobor) von 1852 und die Mariä-Schutz-und-Fürbitte-Kirche (Покровская церковь/Pokrowskaja zerkow) von 1857 erhalten.
Die Stadt besitzt ein Historisches und Heimatmuseum.
In der Siedlung Prschewalskoje (früher Kimborowo, auch Kimbory) gibt es ein Prschewalski-Museum auf dem ehemaligen Landgut des Forschungsreisenden.
Im Rajon Demidow und im angrenzenden Rajon Duchowschtschina gibt es über 30 größere Seen, deren größter der Akatowskoje-See ist. In diesem Gebiet wurde 1992 der 146.237 Hektar große Nationalpark Smolenskoje Poosjorje (Smolensker Seenlandschaft) eingerichtet, welcher seit 2002 als Biosphärenreservat eingestuft ist und internationale Bedeutung als Vogeldurchzugs- und Rastgebiet hat. Die Verwaltung des Parks befindet sich in Prschewalskoje.

## Persönlichkeiten
- Juri Nikulin (1921–1997), berühmter Clown und Filmschauspieler, geboren in Demidow; nach ihm ist die Hauptstraße der Stadt benannt
- Nikolai Prschewalski (1839–1888), Forschungsreisender, geboren im heutigen Prschewalskoje, Rajon Demidow

## Wirtschaft
In Demidow gibt es Betriebe der Textil- und Lebensmittelindustrie.